# Акжар (Карагандинская область)
Акжа́р (каз. Ақжар) — село в Бухар-Жырауском районе Карагандинской области Казахстана, входит в состав сельского округа Керней. 

## География
Населённый пункт расположен на северо-востоке района, на берегу реки Акжар, в 21,1 километрах (по автодороге) к северо-востоку от административного центра сельского округа села Керней, в 65 километрах к северо-востоку от районного центра посёлка Ботакара и в 127 километрах к северов-востоку от областного центра города Караганда. Соседние населённые пункты: Акоре в 12 километрах к югу, Керней в 14 километрах к юго-западу, Бухар-Жырау в 19 километрах к востоку. Транспортное сообщение осуществляется автомобильной дорогой областного значения КМ-11 «Шешенкара—Белагаш—Керней—Семизбуга км 0-80», с выходом на автодорогу республиканского значения Р-27 «Калкаман—Баянаул–Умуткер–Ботакара» в сторону Кернея. Высота центра населённого пункта — 634 метров над уровнем моря. 

## Современное состояние
На 2016 год, в селе — 4 улицы. Решением акима сельского округа Керней Бухар-Жырауского района Карагандинской области от 19 марта 2018 года «О переименовании улиц в Корнеевском сельском округе», улицы села Центральная, Клубная, Школьная и Заречная были переименованы в Орталық, Жастар, Мектеп и Ынтымақ соответственно. Согласно решению акима Бухар-Жырауского района Карагандинской области от 27 января 2020 года № 1 «Об образовании избирательных участков на территории Бухар-Жырауского района» на территории села по адресу Мектеп 4 организован избирательный участок № 509.

## Население
| Численность населения | Численность населения | Численность населения | Численность населения |
| 1989                  | 1999                  | 2009                  | 2021                  |
| --------------------- | --------------------- | --------------------- | --------------------- |
| 428                   | ↗448                  | ↘338                  | ↘273                  |